# لاهوت ويزلي
اللاهوت الويزلي، أو الويزلي الأرميني، أو الميثودي، هو تراث لاهوتي في المسيحية البروتستانتية قائم على تعاليم الأخوين الإنجيليين الإصلاحيين ابني القرن الثامن عشر، جون ويزلي وتشارلز ويزلي. بالمعنى الأوسع يشير اللاهوت الويزلي إلى النظام اللاهوتي الذي استُدلّ عليه في مواعظ كثيرة (منها المواعظ الأربع والأربعون)، ورسائل لاهوتية وصحف ويوميات وترانيم وكتابات روحانية أخرى للأخوين ويزلي ومساعديهم الذين عاصروهم مثل جون ويليام فلتشر.
في عام 1736، سافر الأخوان ويزلي إلى مستعمرة جورجيا في أمريكا ليبشّرا بالمسيحية، ثم تركاها خائبين لما رأيا. خاض كلاهما بعد ذلك، «تجارب دينية»، لا سيما جون عام 1738، وتأثرا تأثّرًا جليلًا بالمسيحيين المورافيين. بدأ الأخوان تنظيم حركة تجديد في كنيسة إنكلترا يركّزان بها على الإيمان الشخصي والقداسة. اتّخذ جون ويزلي الكنائس البروتستانتية منبرًا لينتقد طبيعة التقديس، وهو العملية التي يتّخذ بها المؤمن صورة المسيح، وليؤكد على تعاليم العهد الجديد بشأن عمل الله والمؤمن في التقديس.
سمّي اللاهوت الويزلي الأرميني، الذي يظهر اليوم في الميثودية (تشمل هنا حركة القداسة) على اسم مؤسسيه، وخاصة منهم جون ويزلي، وكذلك جاكوبس أرمينيوس، لأنه فرع عن اللاهوت الأرميني. كان الأخوان رجال دين في كنيسة إنكلترا، والتراث الويزلي مشابه للعقائد الأنغليكانية. ولكن، يركز الويزلي على الإيمان الشخصي والتجربة الشخصية، خصوصًا الولادة الجديدة والقناعة ورحلة الإيمان المستمرة واحتمال التقديس الكامل. في خدمته الأحدية شمل جون ويزلي بنود الدين (بيان رسمي للعقائد الميثودية) واتّخذ من المواد التسعة والثلاثين (عقائد كنيسة إنكلترا) نقطة بداية. يؤكد اللاهوت الويزلي على السلطة الأولية للنص المقدس، ويؤكد على الفهم الأرثوذكسي للمسيح، كما كان في القرون الخمسة الأولى.

## خلفية

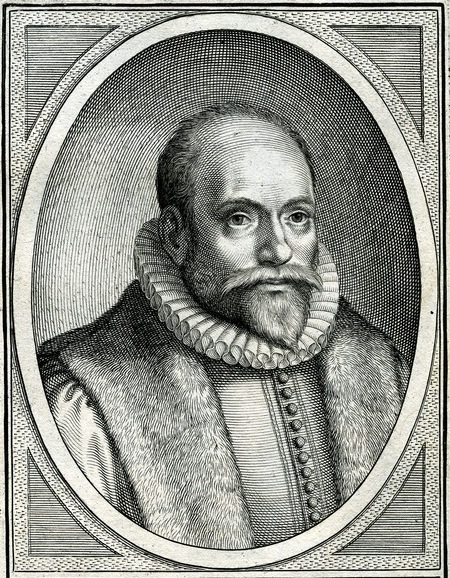
جاكوب أرمينيوس

تطورت العقائد الويزلية الأرمينية محاولةً لشرح المسيحية على نحو مختلف عن تعاليم الكالفينية. الأرمينية هي دراسة لاهوتية أجراها جاكوبس أرمينيوس من هولندا، في معارضة منه للمذهب الكالفيني على أساس حرية الإرادة. في عام 1610، بعد موت أرمينيوس وأتباعه، قدّم الريمونسترانتيون بقيادة سيمون إبيسكوبيوس وثيقة لهولندا. تعرف الوثيقة اليوم باسم «مواد الاعتراض الخمس». أما العقيدة الويزلية، فقد تأسست على تعاليم جون ويزلي، وهو إنجيلي إنكليزي، وقد أُخذت معتقدات هذه العقيدة من كتبه الكثيرة، ومنها مواعظه وصحيفته وتلخيصاته لأعمال لاهوتية وعبادية وتاريخية مسيحية، ومن مجموعة من الأوراق والرسائل المتعلقة بقضايا لاهوتية. بعد ذلك، اتحدت النظريتان في مجموعة واحدة من القيم للكنيسة المعاصرة، ولكن، إذا دُرست كل نظرية على حدة، تبيّن ما يميّزها، وتبيّنت أيضًا المثل المشتركة.

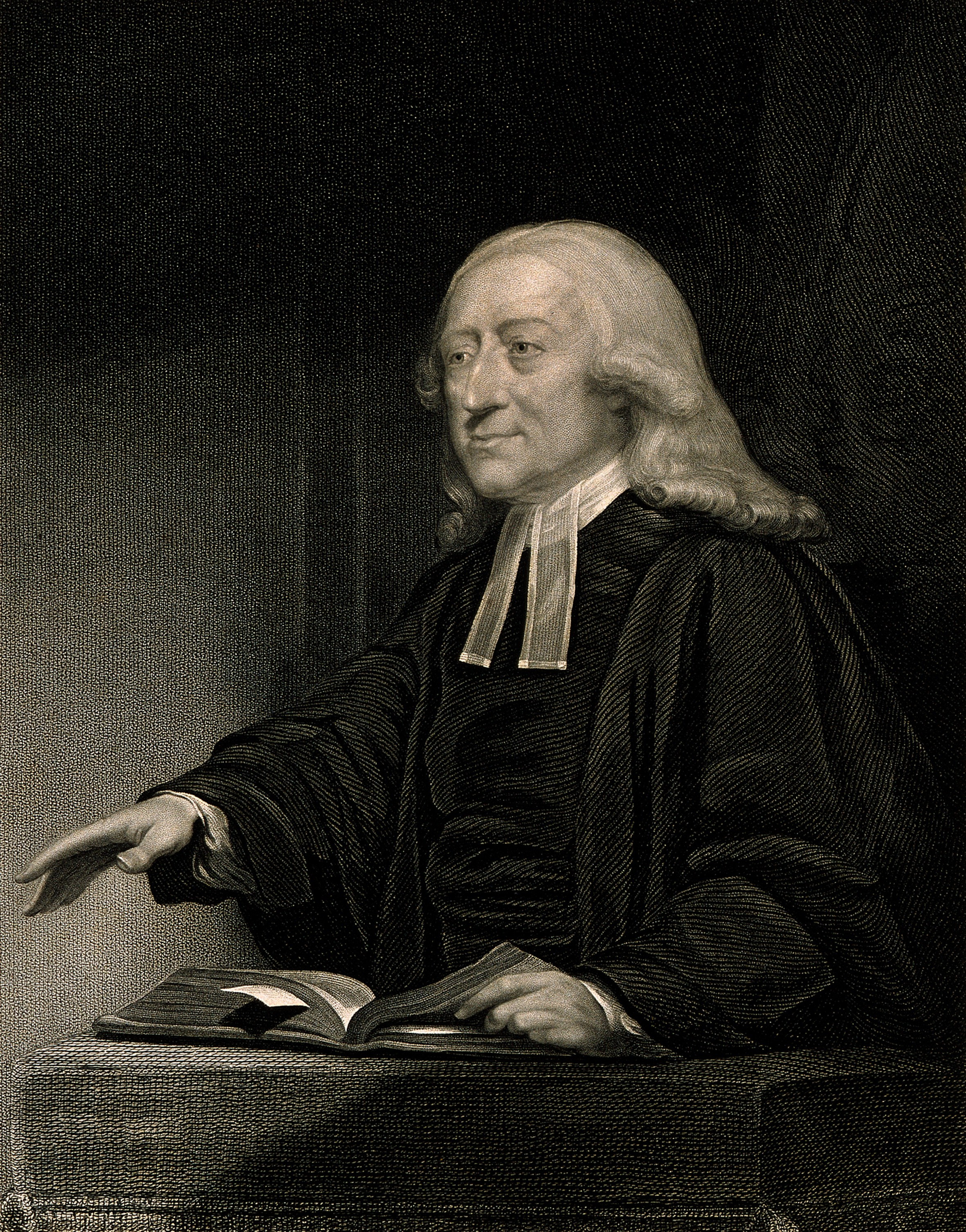
جون ويزلي

في أوائل سبعينيات القرن الثامن عشر، أكد جون ويزلي، مدعومًا بكتابات جون ويليام فلتشر اللاهوتية، العقائد الأرمينية في جداله مع الجناح الكالفيني من الإنجيليين في إنكلترا. ثم في عام 1778، أسس صحيفة لاهوتية سماها المجلة الأرمينية. كانت هذه الفترة مؤثرة في أثناء الجدال الكالفيني الأرميني، لأنها أسست رابطًا راسخًا بين العقيدتين الأرمينية والويزلية.
يُذكَر أن ويزلي زار المورافيين في جورجيا وألمانيا ليختبر معتقداتهم، ثم أسس الحركة الميثودية، وهي أمّ مجموعة من الطوائف الميثودية الحالية. لم تكن رغبة ويزلي تأسيس فرقة جديدة، بل إصلاح الأمة و«نشر القداسة الكتابية» لأنها هي الحقيقة. ولكن تأسيس العقيدة الويزلية الأرمينية تطور اليوم وأصبح أساسًا لكثير من الكنائس المعاصرة. لم يزل التراث الويزلي الأصلي في الطوائف الميثودية المتنوعة، ولكنه نُقّي وفُسّر ليكون أساسًا لطوائف أخرى، منها فيبي بالمر وحركة القداسة (التي تشمل الميثودية ولكنها انتشرت في طوائف أخرى أيضًا)، وفينياس بريسي وكنيسة النصرانيين، وويليام سيمور وجناح القداسة الويزلي في الحركة الخمسينية، الذي تمثله طوائف منها كنيسة القداسة الخمسينية العالمية.

## مميّزات الويزلية

### تعريف الخطيئة
يفرّق اللاهوت الويزلي أوّلًا بين الخطيئة الأصلية والخطيئة الفعلية:
وللويزليين فهم خاص لطبيعة الخطيئة الفعلية، إذ يقسمونها إلى مجموعة «الخطايا الخالصة» و«الخطايا غير الخالصة». قال جون ويزلي: «ليست الخطيئة إذا أردنا الدقّة، إلا انتهاكًا لحكم الله المعلوم. ومن ثم، فإن كل انتهاك لشريعة الحب خطيئة، ولا شيء سوى ذلك خطيئة، إذا تكلمنا بدقة. أي ليّ أكثر للموضوع ليس إلا فتح طريق للكالفينية». بهذا الفهم الأضيق للخطيئة، اعتقد جون ويزلي أن العيش من دون خطيئة ليس ممكنًا فحسب، بل وضروريًّا (الكمال المسيحي). شرح ويزلي هذا في تفسيره للآية 3:8 في سفر يوحنا الأول: «من يلتزم بالاتحاد به، بحب الإيمان وعدم الخطيئة، يلتزم به هو أيضًا. ومن يذنب فلن يراه، لأن العين المحبّة لروحه ليست ناظرة إلى الله، ولا هو عارفٌ له بعد ذلك، مهما كان قد فعل في الماضي».

### الخلاص

#### الغفران
ينتمي اللاهوت الويزلي الأرميني تمامًا في تراث الغفران بالاستبدال، ولكنه رُبط أيضًا بنظريات المسيح المنتصر والأثر الأخلاقي.  يربط جون ويزلي، في تأملاته في رسالة كولوسي 1:14، بين الاستبدال العقابي والنصر على الشيطان في ملاحظاته التفسيرية على العهد الجديد: «إن الرحمة التطوعية لسيّدنا أطفأت غضب الأب، ومنحتنا غفرانًا وقبولًا، وفكّكت بذلك سلطة الشيطان وقوته التي لا تكون إلا بخطايانا». في توضيح له للآية 3:8 من سفر يوحنا الأول، يقول جون ويزلي إن المسيح يتجلّى في قلوب البشر ليدمر عمل الشيطان، ومن ثم فهو يجعل نظرية المسيح المنتصر «جزءًا من إطار الغفران بالاستبدال».  تبيّن ترنيمتا تشارلز ويزلي الميثوديتان الإلهيتان «أيها الخاطئون عودوا، لماذا ستموتون» و«هل يمكن أنني سأكسب» أنّ تضحية المسيح كانت مثالًا للحبّ العظيم، وتدينان في الوقت نفسه المؤمن المسيحي على خطاياه، ومن ثم تستعملان نظرية الأثر الأخلاقي في قلب بنية الاستبدال العقابي، وهو موافقة للاهوت التنوير الأوغسطي. تؤكد العقائد الويزلية أيضًا على الطبيعة التشاركية للغفران، حيث يموت المؤمن الميثودي روحانيًّا مع المسيح، والمسيح يموت من أجل البشر، كل هذا ظاهر في الترنيمة الميثودية التالية:
   الرجل المصلوب في الجلجلة،

   لنعرفك، أنت

   الإله الواحد الأبدي الحق

   واجعل المنظر يؤثر ويُخضع

   ويكسر قلبي العنيد...

   أزل خمار الكفر عني،

   وبحبك الجليّ،

   وبدمك المهدور،

   دمّر حبّ الخطيئة فيّ،

   وانصر نفسك،

   وأعدني إلى الله...

   الآن اجعل حبك الميت يقيد

   روحي لتحب ربها مرة أخرى،

   لتمجّد ربها،

   وها أنا، آتي إلى صليبك لأشاركك،

   وأكرر صلاتك القربانية،

يرسم المؤمن المسيحي نفسه بطريقة صوفية في مشهد الصلب ليعيش قوة الخلاص التي فيه.  في العشاء الأخير، يعيش الميثودي نفسه الطبيعة التشاركية للغفران الاستبدالي ليرى أنها «السر الذي يرينا موت المسيح ومعاناته، الذي ننتقل به إلى تجربة الصلب».

أما قضية مصير الجاهل، فقد كتب ويليارد فرانسيس مالاليو، وهو قس ميثودي، في «بعض الأشياء التي تعتقد بها المثيودية»: